# South Lanarkshire
South Lanarkshire (scotsul Sooth Lanrikshire; skót gaelül Siorrachd Lannraig a Deas) Skócia 32 tanácsi területének egyike. Délkeleten Glasgow határolja, és hozzátartozik Nagy-Glasgow több külterülete is. Ezen kívül sok város és falu tartozik a területhez.   Dumfries and Galloway, East Ayrshire, East Renfrewshire, North Lanarkshire, Scottish Borders és West Lothian határolja. Hozzá tartoznak a történelmi Lanarkshire megye egyes részei.

## South Lanarkshire Tanácsa
South Lanarkshire Tanácsának központja Hamilton, az összes foglalkoztatott létszáma eléri a 16 000 főt, költségvetése pedig az 1 milliárd GBP-t. Változatos tájai között ott vannak a vidéki területek éppúgy mint a magas, felföldi tájak. Olyan piactartási joggal rendelkező városok fekszenek itt, mint Lanark, Strathaven és Carluke, Rutherglen, Cambuslang és East Kilbride városi területei. (Az utóbbi Skócia első ún. új városa, azaz a második világháború után tervszerűen létrehozott városa.) A területet 1996-ban hozták létre, elődje Clydesdale, Hamilton és East Kilbride kerületek, valéamint Glasgow kerület külső részei  (Rutherglen/Fernhill, Cambuslang/Halfway és King's Park/Toryglen egyes részei) voltak. Ezek 1975-től mind Strathclyde régióhoz tartoztak, azelőtt pedig a történelmi Lanarkshire részei voltak.

### Vezetőség
South Lanarkshire egy kabinet típusú rendszert üzemeltet, ahol a legfőbb döntéseket a Végrehajtó Bizottság hozza meg, amely a Tanács vezetőjének tartozik beszámolóval, amit a polgármester által vezetett tanács fogad el.
A tanácsnokok közül megválasztott első helyi vezető  Tom McCabe lett, aki korábban Hamilton kerületet irányította. Mikor McCabe-et 1999-ben a skót parlament képviselőjévé választották, posztját helyettese, Eddie McAvoy, a régió egyik brit képviselőjének, Tommy McAvoynak a testvére töltötte be 18 évig, míg a 2017-es választások előtt nyugdíjba nem vonult. 2017-ben az új vezető John Ross lett.

### Politikai összetétel
|  | Párt                 | képviselők |
|  | Skót Nemzeti Párt    | 24         |
|  | Munkáspárt           | 17         |
|  | Konzervatívok        | 13         |
|  | Független            | 6          |
|  | Liberális Demokraták | 3          |

### Választási körzetek
A tanács első 12 évében a független választási körzetekben (1995-ben 73-ban, majd 1999-ben és 2003-ban csak 67-ben) mindenhol egy képviselőt választanak, a győztes kapja meg a helyet elv alapján.
A 2007-es South Lanarkshire-i tanácsi választások óta 20 választókerület van South Lanarkshire-ben, melyek lakosságszámna 13 000 és 20 000 között van. Minden választókerületben 3 vagy 4 képviselőt választanak egyszeri átruházható szavazati rendszert alkalmazva. 2007-ben és 2012-ben 67 helyet osztottak ki, melyet 2017-ben a szavazókörzetek határainak megváltoztatása mellett 64-re csökkentettek. 
- Clydesdale West
- Clydesdale North
- Clydesdale East
- Clydesdale South
- Avondale and Stonehouse
- East Kilbride South
- East Kilbride Central South
- East Kilbride Central North
- East Kilbride West
- East Kilbride East
- Rutherglen South
- Rutherglen Central and North
- Cambuslang West
- Cambuslang East
- Blantyre
- Bothwell and Uddingston
- Hamilton North and East
- Hamilton West and Earnock
- Hamilton South
- Larkhall

### A Tanács központja

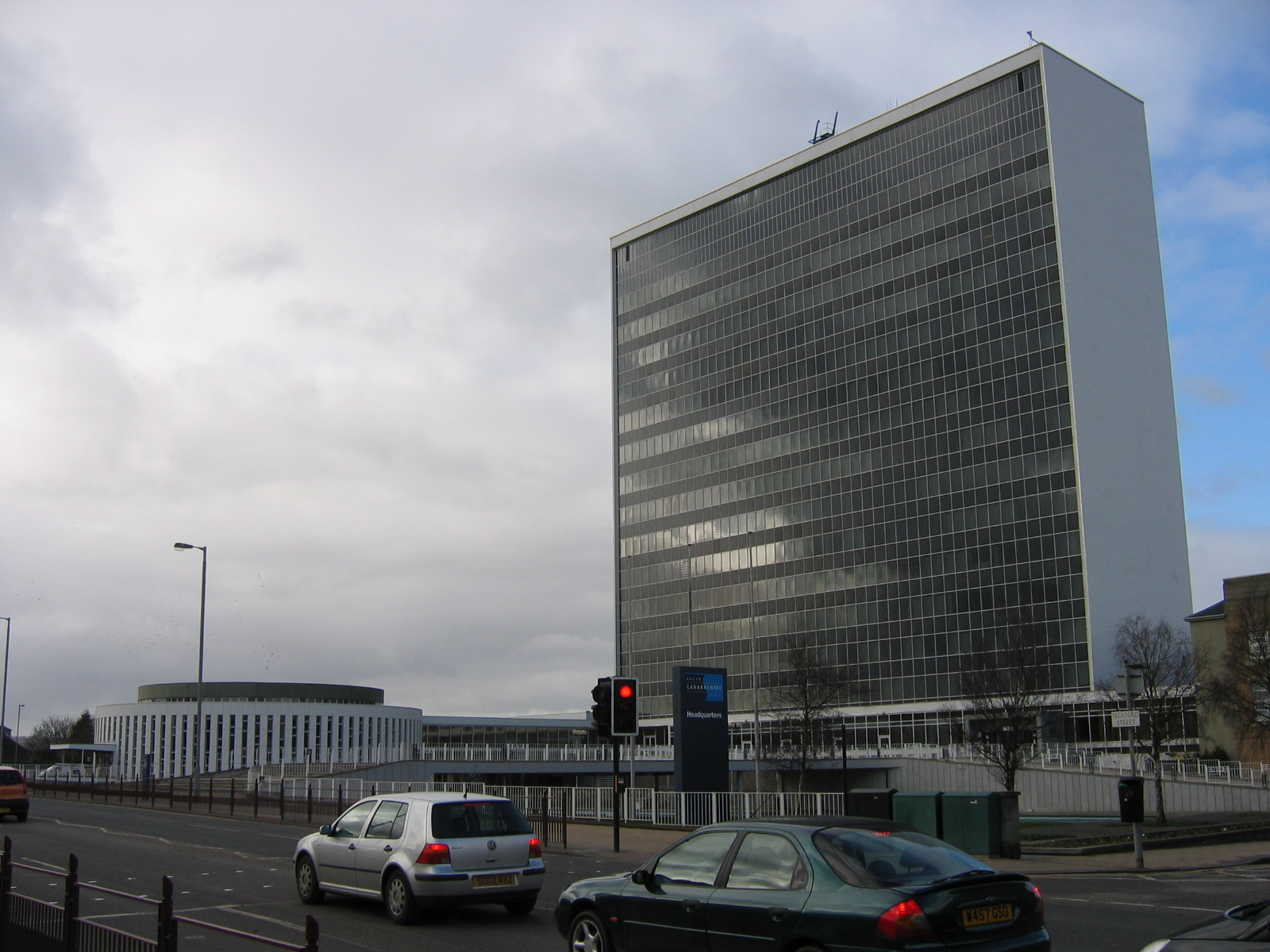
A South Lanarkshire-i Tanács épülete

A Tanácsi Központi Épület Hamiltonban az Almada Streeten áll. 1963-ban épült, a terveket a Lanark megyei tervező, D G Bannerman készítette el, és ezzel átvette a Hamilton Townhouse városháza funkcióját.  A 17 emeletes, 50 méter magas torony a város legmagasabb épülete, A kategóriájú épület, és a Clyde-völgy egészéből könnyedén kivehető építmény. A modern külsőre hatással volt az ENSZ központi New York-i épülete. Az északi és a déli homlokzatot üveg borítja, miközben a szűkebb keleti és nyugati oldalak csupasz fehér falak. A bejáratnál van a kerek ülésterem és egy víz tematikájú pláza. A helyiek Megyeházának nevezik.

## Városok és falvak

### Főbb települések (és népessége)
- Blantyre – 16 900
- Cambuslang – 29 100
- Carluke – 13 320
- East Kilbride – 75 120
- Hamilton – 54 080
- Lanark – 9050
- Larkhall – 14 740
- Rutherglen – 31 190
- Strathaven – 7350

### Egyéb települések
- Abington
- Ashgill
- Auchengray
- Auchenheath
- Auldhouse
- Biggar
- Blackwood
- Bothwell
- Braehead
- Braidwood
- Carmichael
- Carnwath
- Carstairs
- Chapelton
- Cleghorn
- Climpy
- Coalburn
- Cobbinshaw
- Coulter
- Crawford
- Crawfordjohn
- Crossford
- Dalserf
- Dolphinton
- Douglas
- Douglas Water
- Elsrickle
- Elvanfoot
- Forth
- Glassford
- Glespin
- Jackton
- Kilncadzow
- Kirkfieldbank
- Kirkmuirhill
- Law Village
- Leadhills
- Lesmahagow
- Newbigging
- Nerston
- Pettinain
- Quarter
- Quothquan
- Rigside
- Roberton
- Rosebank
- Sandford
- Stonehouse
- Symington
- Tarbrax
- Thankerton
- Thorntonhall
- Uddingston
- Unthank
- Waterfoot
- Wilsontown
- Wiston
- Woolfords

## Fordítás
Ez a szócikk részben vagy egészben  a   South Lanarkshire című angol Wikipédia-szócikk ezen változatának fordításán alapul.  Az eredeti cikk szerkesztőit annak laptörténete sorolja fel. Ez a jelzés csupán a megfogalmazás eredetét és a szerzői jogokat jelzi, nem szolgál a cikkben szereplő információk forrásmegjelöléseként.